# Snowboard ai XXIII Giochi olimpici invernali - Snowboard cross femminile
La gara di snowboard cross femminile dello snowboard dei XXIII Giochi olimpici invernali di Pyeongchang si è svolta il 16 febbraio 2018, a partire dalle ore 10:00 (UTC+9), presso la  stazione sciistica Bokwang Phoenix Park.
La snowboarder italiana Michela Moioli ha conquistato la medaglia d'oro, mentre l'argento e il bronzo sono andati rispettivamente alla francese Julia Pereira de Sousa-Mabileau e alla ceca Eva Samková.

## Risultati

### Qualificazioni
Legenda:
- DNS = non partita (did not start)
- DNF = prova non completata (did not finish)

| Pos. | Atleta                          | Nazione                      | Run 1   | Run 2   | Note |
| ---- | ------------------------------- | ---------------------------- | ------- | ------- | ---- |
| 1    | Eva Samková                     | Rep. Ceca                    | 1"16'84 | —       | Q    |
| 2    | Michela Moioli                  | Italia                       | 1"16'97 | —       | Q    |
| 3    | Faye Gulini                     | Stati Uniti                  | 1"17'74 | —       | Q    |
| 4    | Lindsey Jacobellis              | Stati Uniti                  | 1"18'05 | —       | Q    |
| 5    | Charlotte Bankes                | Francia                      | 1"18'18 | —       | Q    |
| 6    | Chloé Trespeuch                 | Francia                      | 1"18'51 | —       | Q    |
| 7    | Simona Meiler                   | Svizzera                     | 1"18'95 | —       | Q    |
| 8    | Nelly Moenne-Loccoz             | Francia                      | 1"20'23 | —       | Q    |
| 9    | Aleksandra Zhekova              | Bulgaria                     | 1"20'23 | —       | Q    |
| 10   | Belle Brockhoff                 | Australia                    | 1"20'34 | —       | Q    |
| 11   | Meghan Tierney                  | Stati Uniti                  | 1"20'52 | —       | Q    |
| 12   | Mariya Vasiltsova               | Atleti Olimpici dalla Russia | 1"20'57 | —       | Q    |
| 13   | Zoe Bergermann                  | Canada                       | 1"21'57 | 1"18'65 | Q    |
| 14   | Kristina Paul                   | Atleti Olimpici dalla Russia | 1"21'93 | 1"19'93 | Q    |
| 15   | Julia Pereira de Sousa-Mabileau | Francia                      | 1"21'72 | 1"20'17 | Q    |
| 16   | Alexandra Hasler                | Svizzera                     | 1"20'87 | 1"20'49 | Q    |
| 17   | Zoe Gillings-Brier              | Gran Bretagna                | 1"20'99 | 1"20'84 | Q    |
| 18   | Carle Brenneman                 | Canada                       | 1"21'57 | 1"20'89 | Q    |
| 19   | Raffaella Brutto                | Italia                       | DNF     | 1"21'14 | Q    |
| 20   | Tess Critchlow                  | Canada                       | 1"21'39 | 1"21'83 | Q    |
| 21   | Lara Casanova                   | Svizzera                     | 1"22'26 | DNS     | Q    |
| 22   | Jana Fischer                    | Germania                     | 1"22'92 | DNF     | Q    |
| 23   | Zuzanna Smykała                 | Polonia                      | 1"23'41 | 1"23'44 | Q    |
| 24   | Vendula Hopjáková               | Rep. Ceca                    | DNF     | DNF     | Q    |
|      | Meryeta Odine                   | Canada                       | DNS     | DNS     |      |
|      | Isabel Clark Ribeiro            | Brasile                      | DNS     | DNS     | *    |

* Si è infortunata durante una sessione di allenamento il 15 febbraio.

### Quarti di finale
Quarto di finale 1
| Pos. | Nº | Atleta              | Nazione       | Note |
| ---- | -- | ------------------- | ------------- | ---- |
| 1    | 9  | Aleksandra Zhekova  | Bulgaria      | Q    |
| 2    | 1  | Eva Samková         | Rep. Ceca     | Q    |
| 3    | 8  | Nelly Moenne-Loccoz | Francia       | Q    |
| 4    | 17 | Zoe Gillings-Brier  | Gran Bretagna |      |
| 5    | 16 | Alexandra Hasler    | Svizzera      |      |
| -    | 24 | Vendula Hopjáková   | Rep. Ceca     | DNS  |

Quarto di finale 2
| Pos. | Nº | Atleta             | Nazione                      | Note |
| ---- | -- | ------------------ | ---------------------------- | ---- |
| 1    | 4  | Lindsey Jacobellis | Stati Uniti                  | Q    |
| 2    | 20 | Tess Critchlow     | Canada                       | Q    |
| 3    | 5  | Charlotte Bankes   | Francia                      | Q    |
| 4    | 21 | Lara Casanova      | Svizzera                     |      |
| -    | 12 | Mariya Vasiltsova  | Atleti Olimpici dalla Russia | DNF  |
| -    | 13 | Zoe Bergermann     | Canada                       | DNF  |

Quarto di finale 3
| Pos. | Nº | Atleta           | Nazione                      | Note |
| ---- | -- | ---------------- | ---------------------------- | ---- |
| 1    | 6  | Chloé Trespeuch  | Francia                      | Q    |
| 2    | 14 | Kristina Paul    | Atleti Olimpici dalla Russia | Q    |
| 3    | 19 | Raffaella Brutto | Italia                       | Q    |
| 4    | 22 | Jana Fischer     | Germania                     |      |
| 5    | 11 | Meghan Tierney   | Stati Uniti                  |      |
| 6    | 3  | Faye Gulini      | Stati Uniti                  |      |

Quarto di finale 4
| Pos. | Nº | Atleta                          | Nazione   | Note |
| ---- | -- | ------------------------------- | --------- | ---- |
| 1    | 2  | Michela Moioli                  | Italia    | Q    |
| 2    | 15 | Julia Pereira de Sousa-Mabileau | Francia   | Q    |
| 3    | 10 | Belle Brockhoff                 | Australia | Q    |
| 4    | 18 | Carle Brenneman                 | Canada    |      |
| 5    | 23 | Zuzanna Smykała                 | Polonia   |      |
| 6    | 7  | Simona Meiler                   | Svizzera  |      |

### Semifinali
Semifinale 1
| Pos. | Nº | Atleta              | Nazione     | Note |
| ---- | -- | ------------------- | ----------- | ---- |
| 1    | 1  | Eva Samková         | Rep. Ceca   | Q    |
| 2    | 4  | Lindsey Jacobellis  | Stati Uniti | Q    |
| 3    | 9  | Aleksandra Zhekova  | Bulgaria    | Q    |
| 4    | 20 | Tess Critchlow      | Canada      |      |
| 5    | 8  | Nelly Moenne-Loccoz | Francia     |      |
| -    | 5  | Charlotte Bankes    | Francia     | DNF  |

Semifinale 2
| Pos. | Nº | Atleta                          | Nazione                      | Note |
| ---- | -- | ------------------------------- | ---------------------------- | ---- |
| 1    | 2  | Michela Moioli                  | Italia                       | Q    |
| 2    | 6  | Chloé Trespeuch                 | Francia                      | Q    |
| 3    | 15 | Julia Pereira de Sousa-Mabileau | Francia                      | Q    |
| -    | 14 | Kristina Paul                   | Atleti Olimpici dalla Russia | DNF  |
| -    | 10 | Belle Brockhoff                 | Australia                    | DNF  |
| -    | 19 | Raffaella Brutto                | Italia                       | DNF  |

### Finali
Finale B
| Pos. | Nº | Atleta              | Nazione                      | Note |
| ---- | -- | ------------------- | ---------------------------- | ---- |
| 7    | 5  | Charlotte Bankes    | Francia                      |      |
| 8    | 19 | Raffaella Brutto    | Italia                       |      |
| 9    | 20 | Tess Critchlow      | Canada                       |      |
| 10   | 8  | Nelly Moenne-Loccoz | Francia                      |      |
| 11   | 10 | Belle Brockhoff     | Australia                    |      |
| 12   | 14 | Kristina Paul       | Atleti Olimpici dalla Russia | DNF  |

Finale A
| Pos.    | Nº | Atleta                          | Nazione     | Note |
| ------- | -- | ------------------------------- | ----------- | ---- |
| Oro     | 2  | Michela Moioli                  | Italia      |      |
| Argento | 15 | Julia Pereira de Sousa-Mabileau | Francia     |      |
| Bronzo  | 1  | Eva Samková                     | Rep. Ceca   |      |
| 4       | 4  | Lindsey Jacobellis              | Stati Uniti |      |
| 5       | 6  | Chloé Trespeuch                 | Francia     |      |
| 6       | 9  | Aleksandra Zhekova              | Bulgaria    |      |